# XY (Magazin)
XY war ein in den Vereinigten Staaten von Amerika veröffentlichtes Magazin. Sein Name war ein Verweis auf die XY-Chromosomen beim männlichen Geschlecht. Die Zielgruppe waren junge homosexuelle Männer. Das Magazin erschien ab dem Jahr 1996 bis 2007. Die zugehörige Website XY.com ging im Jahr 2009 offline. Der Großteil der Mitarbeiter arbeitet heute beim BMagazine. Auf dem Cover des Magazins waren Models wie Marcus Schenkenberg und Lars Burmeister.
XY wurde von Peter Ian Cummings in San Francisco im Jahr 1996 gegründet, im Jahr 2001 wurde der Sitz nach San Diego, Kalifornien und im Jahr 2004 nach West Hollywood, Kalifornien verlegt. Es erschienen vier Ausgaben im Jahr.
Das Magazin enthielt politische und kulturelle Artikel, Bilder und Beiträge von Lesern. Es waren beliebte Comic-Serien enthalten, wie Tough Love von Abby Denson und Joe Boy von Joe Phillips.
Seit seiner Gründung im Jahr 1996 bis 2007 wurden 49 Ausgaben veröffentlicht. In XY 49 (die Ausgabe Winter 2008) gab Gründungsredakteur Peter Ian Cummings an, dass er das Magazin aus persönlichen Gründen verlasse und dass er und seine Investoren nach einem neuen Team suchten.
Nach einer erschöpfenden Suche konnten keine geeigneten Käufer gefunden werden, dadurch blieb das Magazin bis 2010 in der Schwebe, bis Cummings Konkurs anmeldete. In dem Insolvenzverfahren erließ die Datenschutzabteilung der Federal Trade Commission (FTC) eine Bundeszulassungsbestimmung, dass alle Daten von Kunden zerstört werden müssen, um die Privatsphäre der Kunden zu schützen.

## Spezialausgaben
Es erschienen sowohl die normalen Ausgaben des Magazins wie auch eine Reihe von Spezialausgaben:
Zwei Ausgaben des „Survival Guide“. Sie waren ernster als gewöhnlich. Das Cover gestaltete Abby Denson.
„Das Beste von XY“ enthielt das beste aus der Zeitschrift (Artikel, Bilder). Der Inhalt wurde von Lesern und Herausgebern bestimmt.
„XY: Die Fotos“ enthielt die besten Fotos aus dem Magazin.
„XY: Die Bilder 1996–2007“ enthielt zusätzliche Fotos (unveröffentlichte Bilder, unter anderen von Ellen DeGeneres).
Das Durchschnittsalter der Leser lag bei 22 Jahren, im Jahr 2001 sank es auf 18 Jahre.

## Kontroversen
Eine Kontroverse betraf den langjährigen Managing Editor, Michael Glatze, der das Magazin im Jahr 2001 verließ, Mitherausgeber der „XY Survival Guide“ im Jahr 2003 und im Jahr 2007. Er kündigte an, dass er nicht mehr als homosexuell bezeichnet und verurteilt werden wolle. Er sei jetzt ein konservativer Christ, der sich gegen die Rechte Homosexueller einsetze.
Im Juni 2010 lehnte das Präsidium für Verbraucherschutz des Federal Trade Commission einen Antrag auf Zugriff der Kundendaten von „xy.com“ ab. Die Seite hatte ca. 1 Million Abonnenten. Es gibt Datenschutzrichtlinien der Zeitung und Website, die erklären, sie würden „nie Daten veröffentlichen“. Viele der Abonnenten waren noch minderjährig und in der Öffentlichkeit nicht geoutet. Dadurch wurde ihre Privatsphäre als besonders wichtig eingestuft. Als Ergebnis dieser FTC-Warnung wurden die Namen, Adressen und Online-Profile gelöscht.